# HD 102350
HD 102350 é uma estrela na constelação de Centaurus. Tem uma magnitude aparente visual de 4,09, sendo visível a olho nu em locais sem muita poluição luminosa. Com base em medições de paralaxe pelo satélite Hipparcos, está localizada a uma distância de 390 anos-luz (119 parsecs) da Terra. É um dos sistemas observados pela sonda Hipparcos com a menor variação de magnitude, com amplitude não maior que 0,01, e é listada como uma estrela não variável, apesar de classificações anteriores sugerirem que seja uma variável Cefeida.
Esta é uma estrela evoluída de classe G com um tipo espectral de G5Ib-II, em que a classe de luminosidade 'Ib-II' indica que está entre uma supergigante de baixa luminosidade e uma gigante luminosa. Está irradiando energia de sua fotosfera com 300 vezes a luminosidade solar a uma temperatura efetiva de 5 400 K. Não possui estrelas companheiras físicas conhecidas. Há uma companheira óptica de magnitude 13 a uma separação de 24,3 segundos de arco.